# Fredrik Zander
Fredrik Zander, född 5 februari 1976 i Malmö, är en svensk dramatiker, radioproducent och regissör.
Zander är uppvuxen i Nötesjö och utexaminerades från Dramatiska Institutet 2002. Han uppmärksammades för första gången med sin pjäs Man ser inte Köpenhamn idag, som nominerats till Prix Italia samt Prix Europa och också spelats utomlands. Sedan dess har han rönt framgångar med sin pjäs Anna och Jens.  Zander har även varit aktiv som manusförfattare och redaktör i ett flertal produktioner redaktioner för SR P3 såsom Lantz, Morgonpasset, P3 festival, Eru Edgy men främst som producent för SR P3:s humorprogram Deluxe.

## Pjäser i urval
- 2001 – 89 (manus och regi)
- 2002 – Man ser inte Köpenhamn idag (manus, regi och framförande)
- 2003 – Fem dagar (manus)
- 2004 – Brasilien (regi)
- 2005 – Anna och Jens (manus och regi)
- 2007 – Det är bara jag (manus)